# Pronkzitting

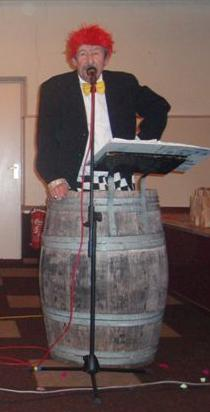
Een tonproater of buutreedner

Een pronkzitting, ook wel buutavond (onder andere Achterhoek) genoemd, is een georganiseerd revue-evenement tijdens de carnavalsperiode met zang en dans, maar met name gericht op humoristische bijdragen in het lokale dialect. Op verscheidene plaatsen in Nederland (onder andere Noord-Brabant en Groenlo) worden deze cabaret-achtige bijdragen gevoerd vanuit een grote ton, waardoor deze personen (met name in Brabant) ook wel tonpraoters worden genoemd. In Zeeland heeft men het over een ouwoer, en in Limburg en de Achterhoek spreekt men over buutteredner of buutreedner. De bijdrage zelf wordt dan een 'buut' genoemd.
In deze betogen passeren actuele zaken de revue en worden nationale, maar met name lokale situaties en bekendheden op humoristische wijze op de korrel genomen. Tijdens een pronkzitting zijn daarnaast dweilorkesten en dansmarietjes (van alle leeftijden) terugkerende items. In tegenstelling tot andere carnavalsevenementen, is voor het publiek 'avondkleding' meestal de gangbare dresscode.

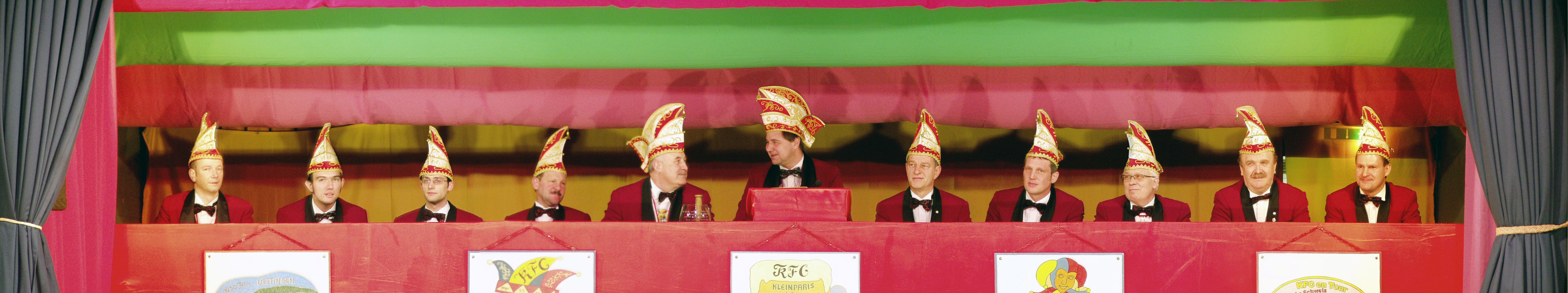
De Raad van Elf is meestal prominent aanwezig tijdens de pronkzitting